# Левченко, Владимир Максимович
Влади́мир Макси́мович Ле́вченко (укр. Володимир Максимович Левченко, 18 февраля 1944, Киев, Украинская ССР, СССР - 8 апреля 2006, Киев) — советский футболист, игрок киевского «Динамо». Выступал на позиции защитника.

## Биография
Всю свою карьеру провёл в киевской команде, трижды стал чемпионом СССР и дважды обладателем Кубка СССР. Сыграл три игры за сборную СССР, был участником Евро 1968.
13 мая 1971 года, управляя автомобилем, попал в аварию в Киеве на пересечении Богдановского переулка и Воздухофлотского проспекта. Получил серьёзные травмы и пережил клиническую смерть. Остался в живых, но вынужден был завершить игровую карьеру и стать строителем.
Погиб, попав под колёса автомобиля.

## Достижения
- Чемпион СССР: 1966, 1967, 1968.
- Обладатель Кубка СССР: 1964, 1966.
- Четвёртый призёр Евро 1968.